# Oncidium macronyx
O  Oncidium macronyx  é uma espécie de orquídeas do gênero Oncidium, também chamado de dama dançante por causa de seu labelo que se assemelha a uma bailarina, e com qualquer vento se move continuamente, é da subfamília Epidendroideae da família das Orquidáceas.

## Etimologia
O nome científico "macronyx" é devido a uma calosidade no apêndice das flores em forma de chifre de rinoceronte.

## Habitat
Esta espécie é originária do Sul do Brasil, de Santa Catarina e do Rio Grande do Sul até o Norte da Argentina e o Paraguai. Esta Orquídea cresce sobre árvores.  Regiões de clima ameno e úmido de planície.

## Descrição
O Oncidium macronyx é uma orquídea epífita com pseudobulbos cilíndricos achatados lateralmente, de que saem apicalmente duas folhas coriáceas estreitas oblongo linguladas, em seu centro nascem duas hastes florais de numerosas e diminutas flores.
Possui uma ramificação floral paniculada.

Esta orquídea se confunde com a da espécie Oncidium longicornu Mutel, de que difere na forma do seu lábio e na calosidade do labelo.

Flores com sépalas esverdeadas manchas de cor marrom alaranjado e labelo amarelo com pintinhas arroxeadas.

## Cultivo
Tem preferência por alta luminosidade ou com sombra moderada. Pode ser colocado no exterior como os Cymbidiums para estimular a floração. No inverno,  manter o substrato seco com poucas regas.
Florescem em Janeiro e Fevereiro no seu habitat natural.

## Sinônimos
- Oncidium unicornutum Knowles & Westc. (1838)
- Oncidium unicorne Lindl. (1839)
- Oncidium monoceras Hook. (1841)
- Oncidium rhinoceros Rchb.f. (1856)
- Oncidium gautieri Regel (1868)
- Oncidium macronyx Rchb.f. (1881)